# Conspiració a Hollywood
Conspiració a Hollywood (títol original en anglès, Gasoline Alley) és una pel·lícula de thriller d'acció estatunidenca del 2022 dirigida per Edward John Drake, protagonitzada per Devon Sawa, Bruce Willis i Luke Wilson. Es va estrenar als Estats Units el 25 de febrer de 2022 a càrrec de Saban Films. S'ha doblat i subtitulat al català.